# ベルク (企業)
株式会社ベルク（英: Belc CO.,LTD.）は、埼玉県鶴ヶ島市に本社を置き、関東地方で「ベルク（Belc）」「クルベ（CLBE）」の名称で138店舗（2024年2月末現在）を展開する食品スーパーマーケットチェーン。
埼玉県秩父地方で創業し、その後は埼玉県北西部を足がかりにして埼玉県北部および群馬県南部を中心に店舗を展開した。近年は軸足を埼玉県中部へ移して埼玉県東部・南部方面など多方面で出店を強化、2016年に関東一都六県へ進出して2017年に100店舗となる。JPX日経中小型株指数の構成銘柄の一つ。
イオン株式会社の持分法適用関連会社である（詳細は後述）。

## 概要

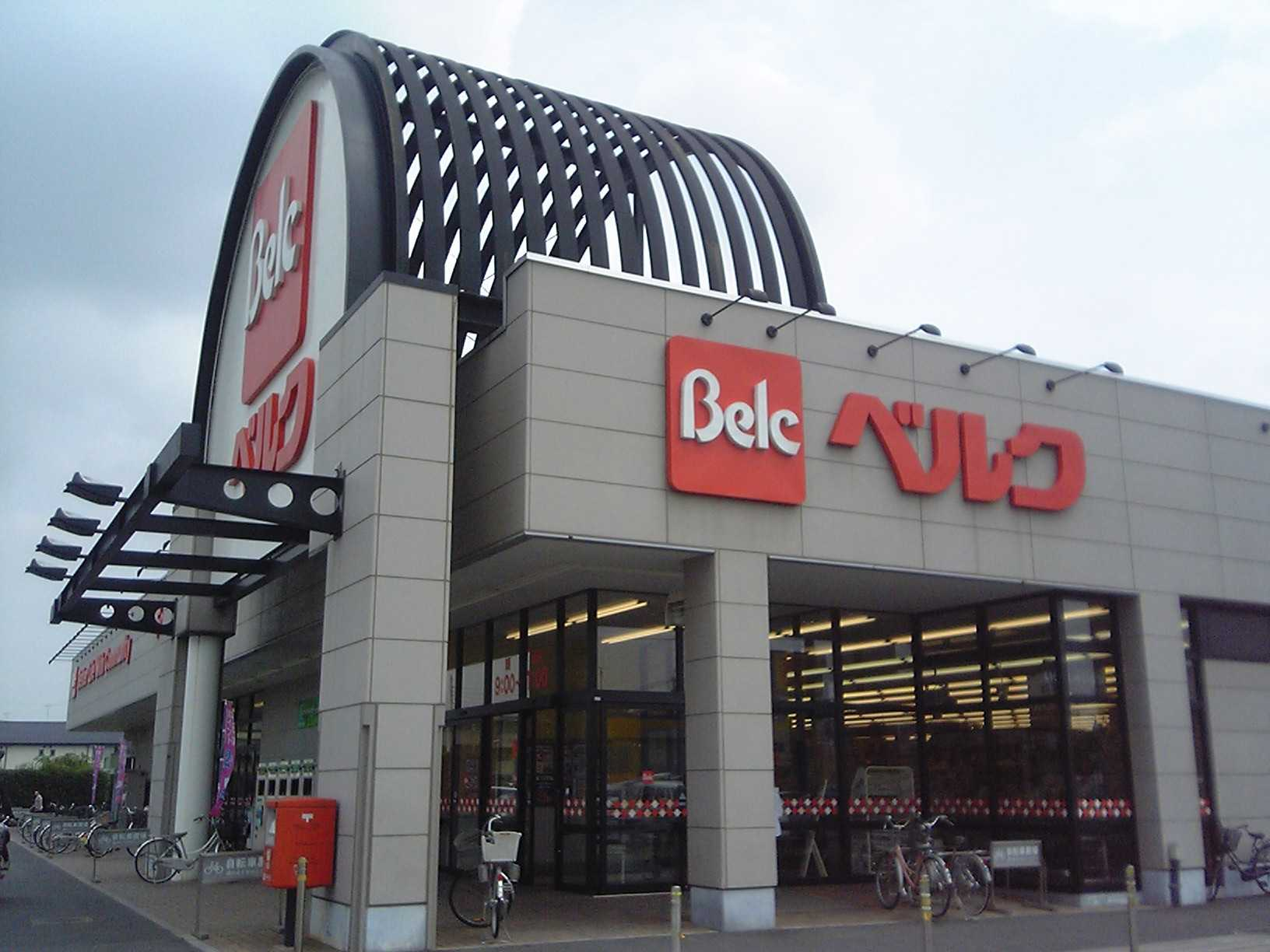
かごはら南店（埼玉県熊谷市）

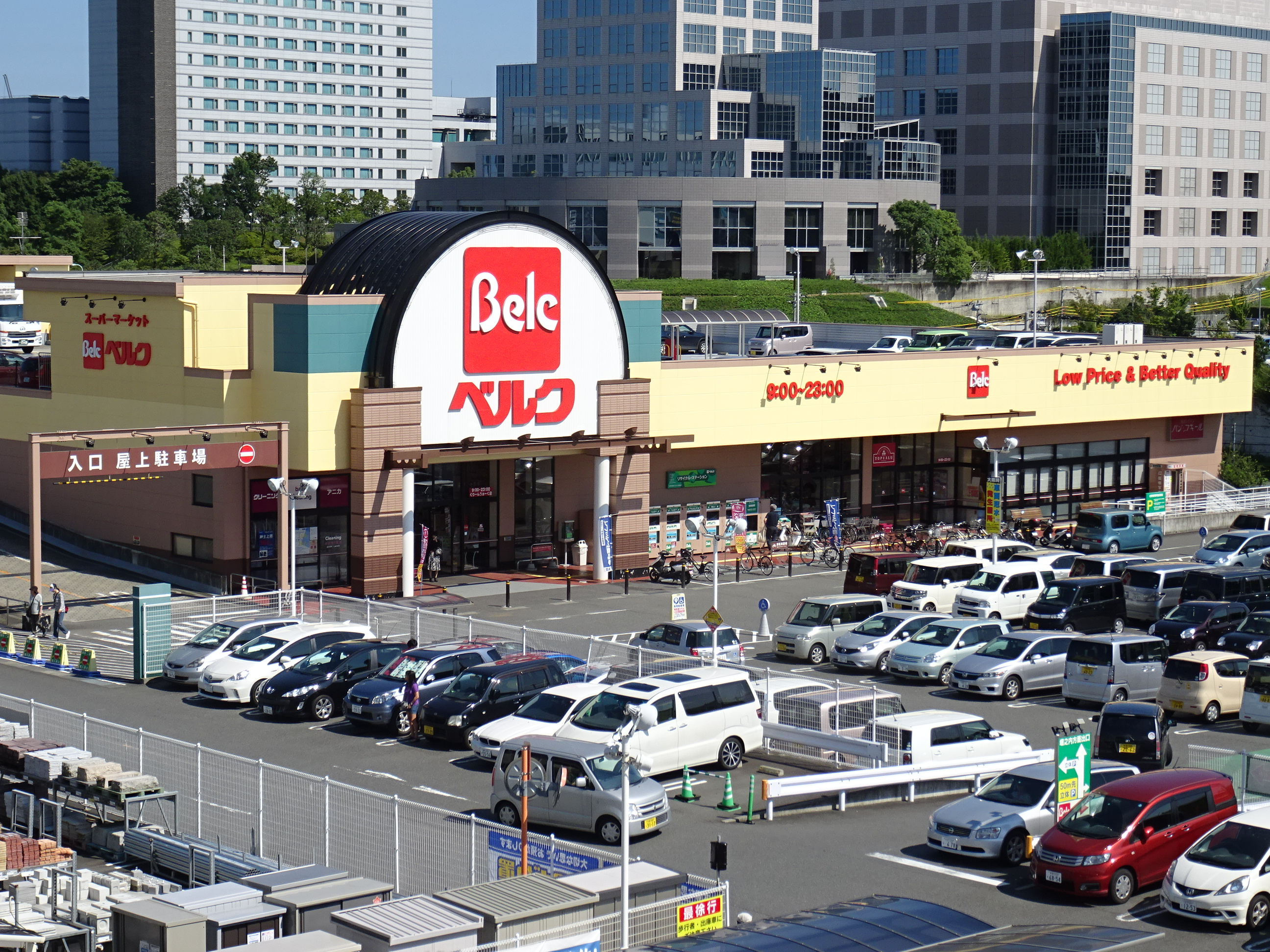
ぐりーんうぉーく店（東京都八王子市）

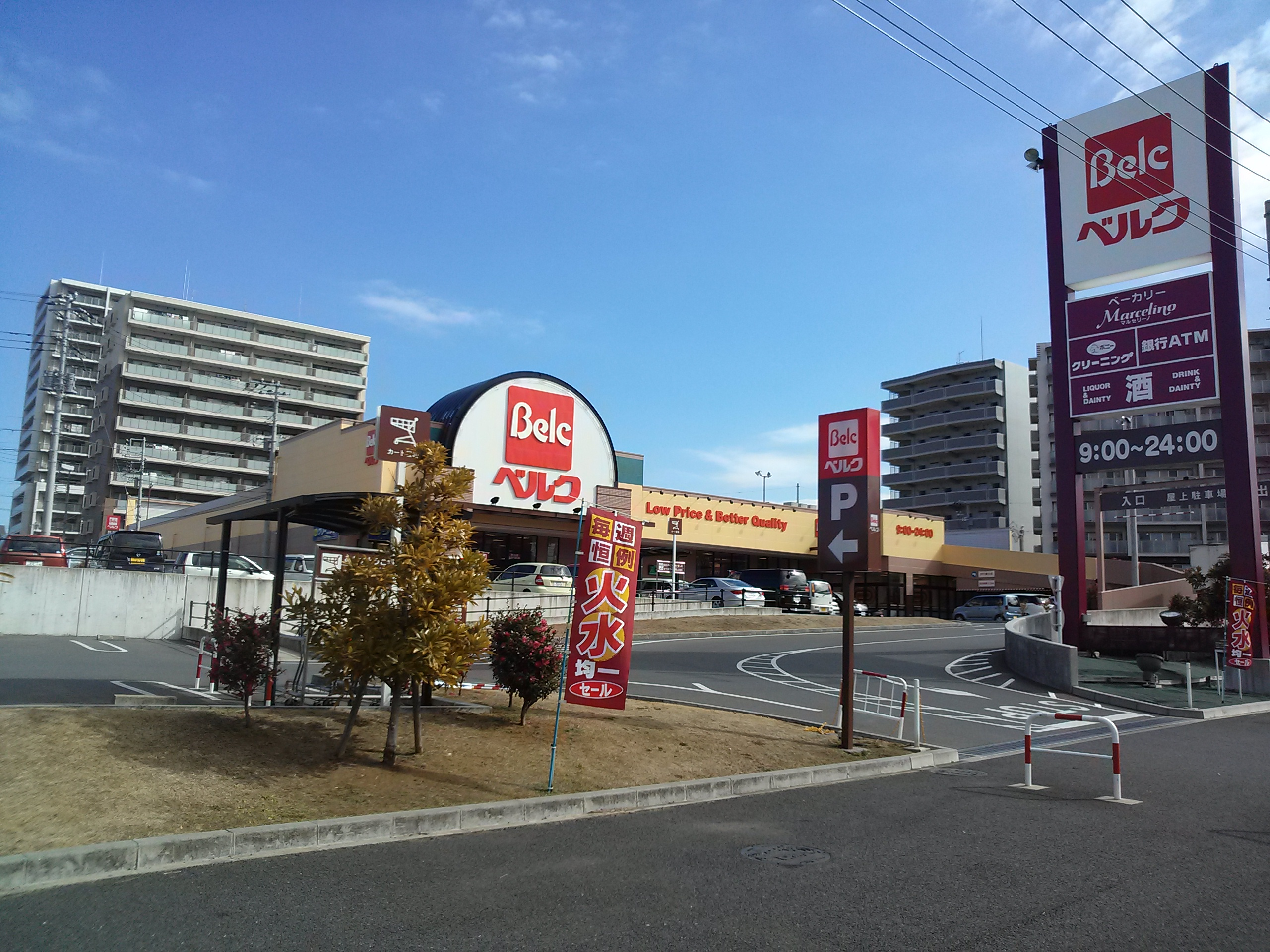
松戸秋山店（千葉県松戸市）

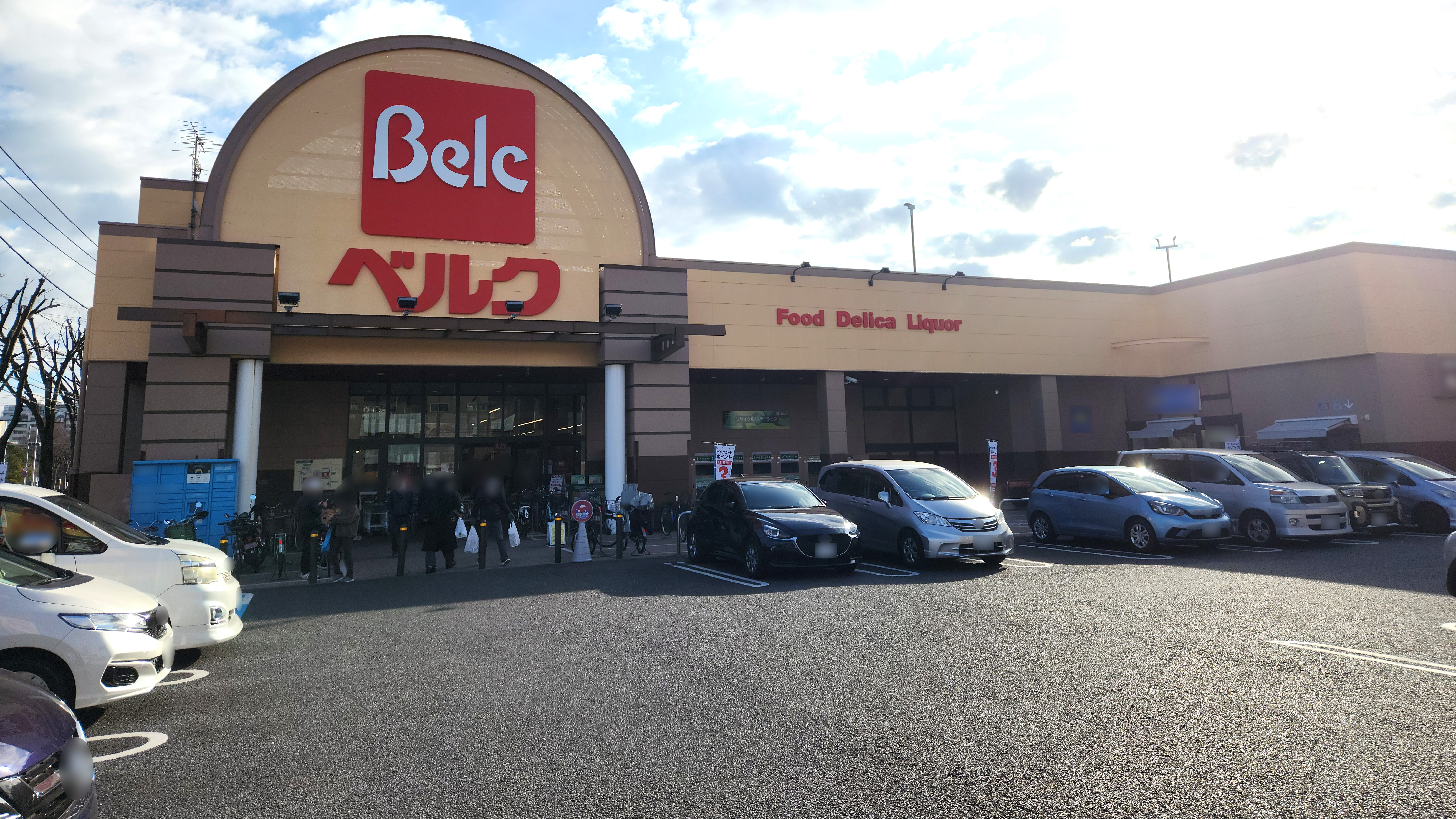
ベルク江戸川臨海店（東京都江戸川区）

元来は埼玉県秩父市で創業したローカルスーパーマーケットであったが、1994年の店頭公開前後から熊谷市など秩父地方外へ進出し、2006年にイオン株式会社と提携する。
標準化を強みとしており、古参店舗から最新の店舗まで商品レイアウト、オペレーション、内外観などは本社が決定しているため、これらが全店でほぼ統一されている。
名称はBEtter Life with Communityに由来する。地域密着型の食品スーパーを目指して当初はホームセンターなどと共同出店したが、ショッピングモールなどへ入居せず、独立店舗で専用の大規模駐車場を備えた。2000年代以降はコーナン湾岸市川モール、ぐりーんうぉーく多摩、イオンタウン上里、フォレオ青梅などへ出店し、自らをディベロッパー・核店舗としてショッピングセンターを開業している（ベスタ・フォルテを参照）。閉店時間も2000年代前半に多くの店舗が深夜24時までへ切り替えが完了済みで、近年の傾向に対応している。
本部は、埼玉県鶴ヶ島市のすねおり店の国道407号を挟んで向かい側に設置。その他の関連施設は、関越自動車道沿い（花園IC - 寄居PA間）の寄居町・美里町境付近丘の上を中心に所在し、1994年7月の惣菜センター移転を皮切りにより順次増築されていった前本社エリア（1996年5月 - 2015年1月）の物流センター（ドライ）を第1センター、南方1km弱の場所に2014年新設された物流センター（チルド）を第2センターと称している。特に関越道上り線を走行していると寄居PAを過ぎた直後の正面やや右寄り、寄居PA出口車線からだと真正面に壁面にベルクのロゴが描かれた第1センターと隣接するリサイクルセンターが視界に入る。
創業50周年を記念して、創業地である秩父市と成長期に店舗展開を行った熊谷市に各総額500万円相当を寄付・寄贈し、秩父は秩父病院ヘリポート建設費用、熊谷は防犯パトロール車3台購入費用とした。
2021年から市場の初競りに積極的に参加。豊洲市場では一番マグロを落とすまでには至らないものの、2023年に二番目に重いマグロを競り落として店頭販売し、同年には大田市場で縁起物の「宝船」を競り落とし、フォルテ津田沼店で展示した。
2023年7月にディスカウント業態店として、クルベ（CLBE）がオープンした。
2023年には従業員の髪型などの自由化、2024年にはレジ専用椅子の導入（つまり座って接客する）を発表し、それぞれ話題となった。

## 沿革
- 1959年（昭和34年）- 埼玉県秩父市に株式会社主婦の店秩父店を設立。1号店である宮側店を出店。
- 1972年（昭和47年）- シジシージャパンに加盟。
- 1983年（昭和58年）- 秩父エリア外へ進出に伴い、商号を株式会社主婦の店ベルクに変更。
- 1992年（平成4年）- イメージアップのため、商号を株式会社ベルクに変更。
- 1993年（平成5年）- 群馬県に初出店（大塚店）。
- 1994年（平成6年）
  - 日本証券業協会に株式店頭登録。
  - 寄居町に惣菜センター設立。
- 1996年（平成8年）- 寄居町に本部事務所移転。
- 2004年（平成16年）
  - 東京都に初出店（江戸川臨海店）。
  - 寄居町にリサイクルセンター設立。
  - ジャスダックに株式上場（証券コード9974）。
- 2005年（平成17年）- 千葉県に初出店（市川原木店）。
- 2006年（平成18年）
  - 児玉郡美里町に惣菜センター第2工場設置。
  - 7月31日にイオンと提携[9]、筆頭株主となる。シジシージャパンから脱退。
- 2007年（平成19年）
  - 香川栄養学園女子栄養大学と食育で産学連携する。食品スーパーとして初。
  - イオンの持分法適用関連会社となり、イオングループ入り。
- 2008年（平成20年）
  - 2月22日 - 東京証券取引所第二部に株式上場。
  - 4月8日 - ジャスダック証券取引所上場廃止。
- 2009年（平成21年）2月24日 - 東京証券取引所第一部へ指定替え。
- 2010年（平成22年）8月4日 - 栃木県に初出店（佐野田沼店）。
- 2012年（平成24年）4月26日 - 秩父地区で会員制ネットスーパー「ベルクリック」を開業。のち2013年9月27日にサービス終了。
- 2014年（平成26年）11月26日 - 神奈川県にフォルテ森永橋店を初出店する。
- 2015年（平成27年）2月1日 - 本部事務所を寄居町から鶴ヶ島市に移転。
- 2016年（平成28年）11月30日 - 茨城県に初出店（古河駒羽根店）[10]、関東7都県全てへ出店完了。埼玉県寄居町にトレーニングセンターを開設。
- 2017年（平成29年）
  - 2月16日 - とくし丸と提携し、埼玉県鴻巣地域で移動スーパーの営業を開始する[11]。
  - 4月5日 - 100店舗達成（フォルテ蘇我店）。
- 2018年（平成30年）8月 - ベルクアプリをリリース。
- 2019年（令和元年）9月14日 - QRコード決済PayPayを全店一斉に導入[12]。
- 2020年（令和2年）9月25日 - 北坂戸店で買い物アプリ「スマベルク」サービス開始[13]。順次導入予定。
- 2023年（令和5年）7月29日 - 新業態店舗クルベ（CLBE）の1号店として、クルベ江木店を群馬県高崎市に出店する[6]。
- 2025年（令和7年）3月13日 - 店頭で働く従業員の名札についてプライバシーに配慮し、名字の表記をやめ新しい名札を「STAFF」に統一。従業員の97％がこの取り組みを支持した[14]。

## イオンとの提携
シジシージャパン（CGC）に加盟し、社団法人全国スーパーマーケット協会会員であったが、2006年7月にイオンと業務と資本で提携し、2006年8月に第三者割当による新株式発行によりイオンは10%を取得する第2位の大株主になった。その後もイオンによる株式の取得が進み、11月10日に筆頭株主、2007年度（2008年2月期）から持分法適用関連会社となり、イオングループの一員になった。2006年10月31日にCGCから脱退してCGCブランド商品の販売を終了し、イオンのプライベートブランド・トップバリュ商品の販売に切り替える。イオングループの役員を社外取締役に迎える。
イオンは『24時間テレビ』チャリティー募金に参加しており、当社も2007年からイオングループとして参加企業に連ねる。
埼玉県南・東京都・千葉県の一部店舗でクレジットカード決済の試験導入を開始し、現在は全店舗で利用可能である。関連業務はイオンクレジットサービスに委託している。佐谷田店駐車場にウエルシア関東の薬店「熊谷佐谷田店」が開店した。2008年8月にイオンが開業した「イオン上里ショッピングセンター」に上里SC店を核店舗として出店した。
イオンと提携以降、店舗数は50店舗弱から100店舗超へ増加し、株式市場はジャスダックからプライムへ変更し、既存店売上は5年以上連続増加していた時期もあった。一方でイオンのトップバリュに並行して独自のプライベートブランドを維持し、2015年3月設立のユナイテッド・スーパーマーケット・ホールディングスに関与していなかったり、店舗内に設置されている銀行ATMについてもイオン銀行と同業会社であるローソン銀行のコンビニATMを一部で導入するなど、イオンに完全依存しない姿勢も見せている。
なお、2024年現在は、イオングループの一覧に持分法適用関連会社であるベルクは記載されなくなっている（以前は掲載されていた）。

## 店舗
2023年7月時点で、埼玉県に80店舗、千葉県に20店舗、群馬県に17店舗、神奈川県に7店舗、東京都に7店舗、栃木県に2店舗、茨城県に3店舗を有する（ベルク133店舗、クルベ1店舗）。
市町村単位の店舗数は、埼玉県熊谷市の8店舗が最多で、次いでさいたま市・川越市の各6店舗、群馬県高崎市の5店舗、創業の地である秩父市で4店舗となっている。
9時に開店し、ほとんどの店舗が深夜24時まで営業する。クルベは10時から20時まで営業する。
一部の店舗でセルフレジを導入したが、川越新宿店以降の店舗はセミセルフレジを導入し、既存店もセミセルフレジへ切り替えを順次進めている。

### クルベ
クルベ（CLBE）は、2023年7月に誕生したディスカウント（EDLP）業態のスーパーマーケットである。キャッシュレス決済利用不可（現金のみ利用可）、ベルクカード利用不可、レジ袋有料（ベルクでは無料配布）、買い物カゴ廃止（カートのみ設置）、各種サービス廃止などの制約を加えることで、低価格での商品提供を実現している。「クルベ」は「Challenging the limits of Belc（ベルクの限界に挑戦）」の頭文字から採られている。

### ベスタ・フォルテ
ベスタ（Besta）とフォルテ（forte）は、自身を核店舗として開発したネイバーフッド型ショッピングセンターである。ベスタ松戸秋山を除き2013年以降にオープンした店舗はフォルテ、それ以前にオープンした店舗はベスタとなっている。2023年7月現在埼玉県に8施設、群馬県に3施設、千葉県に8施設、東京都に1施設、神奈川県に3施設、栃木県に1施設所在する。埼玉・群馬・栃木は、各テナントが独立または1棟の建物だが入口や外観デザインがテナント毎に完全分離の半独立した各戸平屋建てのオープンモール形式、東京と神奈川は2階建て1棟によるエンクローズドモール形式となっている。千葉県は両方の方式の施設がそれぞれある。また、千葉の蘇我はベルク棟が2階建てで、土地所有者のJFEスチールの事業所内保育所などが入るのが特徴的。
- ベスタ狭山（狭山市）
- ベスタ東鷲宮（久喜市）
- ベスタ大泉（邑楽郡大泉町）
- ベスタ本庄（本庄市）

既存の本庄店（現：フォルテ本庄店）との混同を避けるため、ベルクの店舗名は「ベスタ本庄寿店」となっている。
- フォルテ深谷（深谷市）
- 奏の杜フォルテ（習志野市）

ベスタ・フォルテの中で唯一、地名が接頭語となっている（ただし、ベルクの店舗名は「フォルテ津田沼店」）。
- フォルテ行徳（市川市）
- フォルテ森永橋（横浜市鶴見区）
- フォルテ高崎（高崎市）
- フォルテ蘇我（千葉市中央区、2017年4月5日オープン[23]）
- ベスタ松戸秋山（松戸市）

2007年7月にベルク単独でオープンしたのち、2018年4月にSC化。ベスタの名称を使用するのは、2012年7月オープンのベスタ本庄以来。
- フォルテ寄居（大里郡寄居町）
- フォルテ間々田（小山市）
- フォルテ本庄（本庄市）

1999年4月にDマート（旧忠実屋）本庄店の居抜き出店としてオープンし、2019年6月に同一敷地内に建て替えの上SC化。松戸秋山店とは異なり、SC化に伴い店舗名も本庄店からフォルテ本庄店に改称された。これにより本庄市内にベスタとフォルテの両ブランドが併存することとなった。
- フォルテ白井（白井市）
- フォルテ秦野（秦野市）
- フォルテ羽生（羽生市）[24]
- フォルテ船橋（船橋市）[24]
- フォルテ千葉ニュータウン（印西市）[24]
- フォルテ上之（熊谷市）

2021年10月、熊谷市上之地内埼玉県道128号熊谷羽生線沿いの上之店敷地を拡張した。SC名を熊谷上之ショッピングセンターからフォルテ上之、店舗名をフォルテ上之店に改称し、マツモトキヨシ・ダイソー・ユニクロ・会員制フィットネスクラブ「ANYTIME FITNESS」が出店する。
- フォルテ太田（太田市）
- フォルテ我孫子（我孫子市）
- フォルテ横浜川和町（横浜市都筑区）
- フォルテ新浦安（浦安市）
- フォルテ八王子（八王子市）
- フォルテ桐生市場（みどり市）
- フォルテつくば（つくば市）

2025年4月LALAガーデンつくば跡地に開業。
なお、和歌山県和歌山市にあるショッピングセンターのフォルテワジマは和島興産による運営であり、ベルクとは関係がない。

### 小規模自社開発SC
ベスタ・フォルテよりも規模が小さいオープンモール形式のショッピングセンターで、「○○モール」と称しているところもある。
- 公園橋モール（秩父市）
- 七本木モール（児玉郡上里町）
- 入間野田モール（入間市）
- 影森モール（秩父市）
- 植木野モール（太田市）
- 寿モール（伊勢崎市）
- 幸手北モール（幸手市）

上記以外にも小規模なオープンモール形式で敷地内に独立したテナント棟を持つ店舗が多数ある。

### 過去に存在した店舗
以下の6店舗が閉店した（第88・94・98号店は欠番）。
- 宮側店（第1号店、秩父市、1999年閉店）

秩父駅前付近に店舗があったが、近隣に公園橋店がオープンして代替閉店となった。
- 東台店（第11号店、本庄市、2014年3月31日閉店[27]）

近隣にベスタ本庄寿店（2012年7月）がオープンした頃より、徐々に営業範囲を縮小。最終的に、売場面積は元の4分の1程度（日用雑貨と一部の酒類のみ）となり、営業時間は10時から19時までとなっていた。跡地はイオン系ハピコムグループのツルハドラッグビッグダウン本庄東台店を経て、現在はジェーソン本庄店になっている。
- 伊勢崎スマーク店（第59号店、伊勢崎市、2019年8月4日閉店[28]）

スマーク伊勢崎の核テナント。跡地はヤオコー。
- 幸手南店（第24号店、幸手市、2021年3月14日閉店[31]）

跡地はたいらや。
- 上里SC店（第57号店、児玉郡上里町、2023年8月31日閉店[32]）

イオンタウン上里の核店舗。後継店舗はカスミが出店。
- 市川原木店（第43号店、市川市、2025年1月26日閉店[34]）

### クルベとして営業している店舗
- 江木店（第21号店、高崎市、2023年6月30日ベルク閉店、同年7月29日クルベ第1号店として転換[6]）
- 竜舞店（第14号店、太田市、2024年1月11日ベルク閉店[35]、同年2月28日クルベ転換[35][36]）
- 北入曽店（第153号店、狭山市、2025年2月12日開店、埼玉県内第1号店、ベルクからの業態転換でない）

## プライベートブランド

### トップバリュ
「トップバリュ」は、イオングループで展開しているプライベートブランドである。

### くらしにベルク kurabelc
「くらしにベルク kurabelc（クラベルク）」は、2018年3月頃に新設された新プライベートブランド。
- 「SHUNSAI」や「Belc Power」（もやしなど）、ブランド名なしの独自商品（牛乳・緑茶等のペットボトルなど）で展開していた子会社ホームデリカが工場（惣菜センター（旧寄居本部敷地内）、惣菜センター第二工場（第一工場隣接の美里町域））あるいは委託工場で調理・製造する加工食品を順次切り替えている。
- 高品質を重視した「GRANDE」シリーズも展開。
- トップバリュ商品と一部商品が被ってしまっているが、レイアウトを工夫して両立を図っている商品とトップバリュ側の取り扱いを停止して一本化した商品もある。

### SHUNSAI - 美味の印（うまさのしるし）
- 「SHUNSAI（しゅんさい）」は、ベルクが単独で展開している惣菜品のオリジナルブランドである。過去には「旬彩」と漢字表記を併用していおり、現在でも、一部加工・製造商品のパッケージに漢字ロゴが表示されている。

### 毎日得価
- 「毎日得価（まいにちとっか）」は、ベルクが単独で展開している雑貨や嗜好品のオリジナルブランドである。
- オリジナル開発商品ではなく、廉価な商品をベルク独自基準で認定して販売する形である。
- SHUNSAIと同様にトップバリュ商品と一部商品が被ってしまっているが、毎日得価とは商品配置レイアウトが差別化されている。

## サービス

### ベルクカード
- ベルクカードは、独自のポイントサービスであるベルクカードポイントを貯められるポイントカード機能、およびベルクペイという前払い式の支払い機能を持つプリペイドカード機能を備えたカードである。
- ベルクペイまたは現金による決済払いで税抜100円につき1ポイント、クレジットカードなどのキャッシュレス決済で税抜200円につき1ポイントがつき、500ポイントで500円の商品券と交換できる。毎月1日と第2日曜日にポイント3倍還元を実施しているほか、店舗によってはポイント2倍・3倍還元の曜日を設定している。
- 一部店舗は月単位の合計買上額に応じて毎月100 - 500ポイントがプレゼントされるサービスを行っている。実施店舗は、秩父市内4店・さいたま市北区内3店・的場店・すねおり店・鶴ヶ丘店の計10店舗。
- かつて切手様の紙を台紙に貼る方式の時代にブルーチップに参加していた。
- 2018年8月にベルクアプリがリリースされ、ベルクアプリ内でベルクカードの発行および利用が可能となる。

### 恒例曜日市
- 以下の曜日市は各店共通で実施される。
  - 「均一セール（税抜94円・77円など）」 - 火・水曜日
  - 「たまごの特売」 - 水・日曜日
  - 「紙製品のベルクカードポイント3倍還元」 - 月曜日
  - 「酒類のベルクカードポイント3倍還元」 - 金曜日

### 良水オアシス
- 良水オアシス（りょうすいオアシス）は、最新技術を活用し不純物を取り除いたきれいな水を提供する。
- 専用ボトル以外での利用は一切認められておらず、初回利用時は専用のボトルをサービスカウンターで購入する必要があるが、水自体は無料提供されている。

### ベルクック
- ベルクの食育に関する活動に対する呼称である。「ベルク」+「クック（料理）」の造語。
- 女子栄養大学との産学連携や5 A DAY運動（ファイブ・ア・デイ協会）への参加など、様々な活動を通して、食育活動を推進している。

### ベルクイック
- 購入した商品を有料で配達するサービス。各店で配達可能エリアが指定されており、要冷凍の商品は利用不可。

### ネットスーパー
ベルクお届けパック
ベスタ狭山店、鶴ヶ丘店、飯能緑町店を拠点に展開するネットスーパー。
（終了）ベルクリック
かつて秩父地方（秩父市・小鹿野町・長瀞町・皆野町・横瀬町）て行っていたネットスーパー。ベルクカードは注文時にカード番号を入力することで利用可能であるが、ベルク商品券などは利用できない。2012年4月利用開始したが、2013年9月にサービス終了。

### 店内の音楽
- 自社のイメージソング「Just for Your Life!」

この曲は2つのバージョンがあり、店内にて定期的に流されている。過去には、公式サイトではこの2つのバージョンのほか、インストゥルメンタルバージョンや楽譜のダウンロードも可能であった。現在では、YouTubeにて通常バージョンのみが公開されている。

### 移動スーパー とくし丸
- 徳島県徳島市にある株式会社とくし丸と提携し、一部の地域で移動スーパーを運営する[38]。
- 拠点店舗
  - 鴻巣宮前店、加須久下店、太田植木野店、行田城西店、狭山入間川店、藤岡店、行田南店、千葉浜野店、フォルテ蘇我店、フォルテ津田沼店、竜舞店、大塚店、越谷西方店、ベスタ大泉店、川越新宿店、フォルテ本庄店、フォルテ秦野店、座間南栗原店、伊勢崎寿店、川口差間店、柏しこだ店、渋川店、伊勢崎美茂呂店、山口店、浦和根岸店、上尾春日店

### その他
- 多くの店舗でリサイクルステーション（ペットボトル・缶・ビン・牛乳パック・食品トレー・古紙・ビニール袋の回収ボックス）を配置、旧寄居本部敷地内のリサイクルセンターに集約して処理をしている。
- 一部の店舗を除き、武蔵野銀行（埼玉県内の古くからある店舗）のATMを設置している。
  - かつてはイーネットのATMの展開もしていた時があったが、2024年頃に全設置店舗から撤去されており、イーネットが使えるお店からも記載が消されている[39]。
- ヤマト運輸の荷物受け取りロッカー「PUDOステーション」の設置を順次進めている[40]。
- 2020年7月1日からレジ袋が有料となったが、ベルクは有料化対象外となるバイオマス素材配合率25%の袋に切り替え、レジ袋無料提供及びエコバッグ持参者2円引きを継続している[41]。

## POSシステム
POSシステムはNECプラットフォームズ（NEC）製を使用している。一部店舗ではセルフレジが導入されているがこちらは日本NCR製である。

## 関連会社
ベルク店舗へ製品・サービスの供給がおもな業務内容である。
- 株式会社ホームデリカ
  - プライベートブランドSHUNSAI商品の製造を旧本部隣接の惣菜センター第一工場（本社所在地）及び旧本部敷地から寄居町・美里町境界の道路を挟んで美里側に設置された惣菜センター第二工場で行っている。
  - 第一工場は、2020年5月25日に火災を起こし半焼[42]、2022年に建て替えられた[43]。
- 株式会社ジョイテック
  - 資材・消耗品の供給と店舗清掃を行っている。
  - 平成17年2月期 決算短信（連結） (PDF) に「株式会社不二家のフランチャイジーとして洋菓子の販売」と記載がある。
  - 本社はベルクと共に鶴ヶ島へ移転している。

## 提供番組
- TOKYO FM
  - ベルク presents 日向坂46の余計な事までやりましょう!（2020年10月2日 - 2024年9月27日）[44][45]
  - ベルク presents 乃木坂46の乃木坂に相談だ!（2021年4月2日 - ）[46][47]

この2番組とも放送と同時にベルク全店舗で流れる。
- NACK5
  - THE SEITARO★RADIO SHOW「1700」内コーナー「1700☆今夜の晩ご飯」（2024年6月3日 - ）[48]